# Caffè di Liegi
Il caffè di Liegi (dal francese café liégeois) è un dolce francese a base di caffè espresso, gelato al caffè, vaniglia e panna montata.

## Storia
A dispetto di quello che potrebbe suggerire il nome, il caffè di Liegi non fu inventato nell'omonima città belga, ma sarebbe originario della Francia e prendeva originariamente il nome di café viennois ("caffè viennese"). Il dolce venne ribattezzato per omaggiare la resistenza di Liegi che, durante la celebre battaglia del 1914, rallentò l'avanzata tedesca offrendo così del tempo prezioso agli Alleati.